# Micropterix kardamylensis
Micropterix kardamylensis és una espècie d'arna de la família Micropterigidae. Va ser descrita per Hans Rebel, l'any 1903.
És una espècie endèmica del sud del Peloponès a Grècia. També hi ha registres a Bòsnia i Hercegovina, Montenegro, Macedònia, Albània i Bulgària.
Té una envergadura d'uns 6.25-6.75 mm pels mascles i de 6.7-9.5 mm per les femelles.